# Jebol
Jebol is een bestuurslaag in het regentschap Japara van de provincie Midden-Java, Indonesië. Jebol telt 3356 inwoners (volkstelling 2010).